# Dar-ui yeon-in – Bobogyeongsim ryeo
Dar-ui yeon-in – Bobogyeongsim ryeo (kor. 달의 연인 – 보보경심 려) – południowokoreański serial telewizyjny z 2016 roku emitowany na antenie SBS. Serial emitowany był w poniedziałki i wtorki o 22:00 od 29 sierpnia do 1 listopada 2016 roku, liczy 20 odcinków. Główne role odgrywają Lee Joon-gi, Lee Ji-eun, Kang Ha-neul oraz Hong Jong-hyun. Serial jest inspirowany chińską powieścią Bu bu jing xin autorstwa Tong Hua.

## Obsada

### Główna
- Lee Ji-eun jako Go Ha-jin / Hae Soo
- Lee Joon-gi jako Wang So, 4. książę, przyszły król Gwangjong
- Kang Ha-neul jako Wang Wook, 8. książę
- Hong Jong-hyun jako Wang Yo, 3. książę, przyszły Król Jeongjong

### W pozostałych rolach
Rodzina królewska
- Jo Min-ki jako król Taejo, założyciel dynastii Goryeo
- Park Ji-young jako królowa Sinmyeongsunseong z klanu Yoo, trzecia żona Taejo i matka trzeciego, czwartego i czternastego księcia.
- Jung Kyung-soon jako królowa Hwangbo, czwarta żona Taejo i matka ósmego księcia i księżniczki Yeon-hwa.
- Kang Han-na jako Hwangbo Yeon-hwa, córka Taejo, siostra Wang Wooka, przyszła królowa Daemok.
- Kim San-ho jako Wang Mu, książę koronny, przyszły król Hyejong
- Yoon Sun-woo jako Wang Won, 9. książę
- Byun Baek-hyun jako Wang Eun, 10. książę
- Nam Joo-hyuk jako Wang Wook, 13. książę / Baek Ah
- Ji Soo jako Wang Jung, 14. książę
- Park Si-eun jako pani Hae, żona Wang Wooka i kuzynka Hae Soo.
- Z.Hera jako Park Soon-deok, córka Park Soo-kyunga i żona 10 księcia.

Inni
- Kim Sung-kyun jako Choi Ji-mong, królewski astronom
- Seohyun jako Woo-hee, gisaeng i ostatnia księżniczka Hubaekje
- Jin Ki-joo jako Chae-ryung, służąca Hae Soo
- Sung Dong-il jako generał Park Soo-kyung
- Park Jung-hak jako Wang Sik-ryeom, kuzyn Taejo
- Woo Hee-jin jako dama dworu Oh Soo-yeon
- Choi Byung-mo jako Park Young-gyu (Minister)
- Kim Kang-il jako pan Kang z Shinju

## Oglądalność
| No. | Data emisji | Oglądalność | Oglądalność |
| No. | Data emisji | TNmS        | AGB Nielsen |
| --- | ----------- | ----------- | ----------- |
| 1   | 2016.08.29  | 7,9%        | 7,4%        |
| 2   | 2016.08.29  | 8,9%        | 9,3%        |
| 3   | 2016.08.30  | 7,1%        | 7,0%        |
| 4   | 2016.09.05  | 6,1%        | 5,7%        |
| 5   | 2016.09.06  | 6,2%        | 6,0%        |
| 6   | 2016.09.12  | 5,1%        | 5,7%        |
| 7   | 2016.09.13  | 5,2%        | 5,8%        |
| 8   | 2016.09.19  | 5,3%        | 6,9%        |
| 9   | 2016.09.20  | 6,1%        | 6,2%        |
| 10  | 2016.09.26  | 6,4%        | 7,1%        |
| 11  | 2016.09.27  | 6,5%        | 7,5%        |
| 12  | 2016.10.03  | 6,8%        | 7,9%        |
| 13  | 2016.10.04  | 7,3%        | 8,2%        |
| 14  | 2016.10.10  | 6,5%        | 6,8%        |
| 15  | 2016.10.11  | 8,7%        | 8,2%        |
| 16  | 2016.10.18  | 5,8%        | 5,9%        |
| 17  | 2016.10.24  | 9,9%        | 9,8%        |
| 18  | 2016.10.25  | 10,7%       | 10,1%       |
| 19  | 2016.10.31  | 9,0%        | 9,0%        |
| 20  | 2016.11.01  | 10,8%       | 11,3%       |

## Ścieżka dźwiękowa
Single
| Rok                                                               | Tytuł | Najwyższa pozycja | Sprzedaż | Album |
| Rok                                                               | Tytuł | Gaon              | Sprzedaż | Album |
| ----------------------------------------------------------------- | ----- | ----------------- | -------- | ----- |
| 2016                                                              |       |                   |          |       |
| „For You (너를 위해)” (Chen, Baekhyun, Xiumin (EXO))              | 5     | - KOR: 635 692+   | Part 1   |       |
| „Say Yes” (Loco, Punch)                                           | 15    | - KOR: 223 533+   | Part 2   |       |
| „I Love You, I Remember You (사랑해 기억해)” (I.O.I)              | 30    | - KOR: 124 584+   | Part 3   |       |
| „Forgetting You (그대를 잊는다는 건)” (Davichi)                   | 8     | - KOR: 428 286+   | Part 4   |       |
| „All With You” (Taeyeon (Girls’ Generation))                      | 14    | - KOR: 142 157+   | Part 5   |       |
| „Can You Hear My Heart (내 마음 들리나요)” (Epik High ft. Lee Hi) | 12    | - KOR: 243 394+   | Part 6   |       |
| „A Lot Like Love (사랑인 듯 아닌 듯)” (Baek A-yeon)               | 25    | - KOR: 102 141+   | Part 7   |       |
| „I Confess (고백합니다)” (SG Wannabe)                             | 34    | - KOR: 49 174+    | Part 8   |       |
| „Will Be Back (꼭 돌아오리)” (Sunhae Im)                          | 88    | - KOR: 23 081+    | Part 9   |       |
| „My Love (내 사랑)” (Lee Hi)                                      | 19    | - KOR: 151 632+   | Part 10  |       |
| „Wind (내 사람)” (Jung Seung-hwan)                                | 49    | - KOR: 80 613+    | Part 11  |       |
| „Be With You” (Akdong Musician)                                   | 20    | - KOR: 146 815+   | Part 12  |       |

Album
| Tytuł                                                                | Szczegóły                                                                         | Najwyższa pozycja | Sprzedaż                        |
| Tytuł                                                                | Szczegóły                                                                         | KOR               | Sprzedaż                        |
| -------------------------------------------------------------------- | --------------------------------------------------------------------------------- | ----------------- | ------------------------------- |
| Dal-ui yeon-in – Bobogyeongsim ryeo OST (달의연인 – 보보경심 려 OST) | - Wydany: 25 października 2016 - Wytwórnia: CJ E&M - Format: CD, digital download | 12                | - KOR: 9 870+ - CHN: 4 978 658+ |

| 달의 연인 - 보보경심 려 Original Soundtrack CD1 | 달의 연인 - 보보경심 려 Original Soundtrack CD1 | 달의 연인 - 보보경심 려 Original Soundtrack CD1 | 달의 연인 - 보보경심 려 Original Soundtrack CD1 | 달의 연인 - 보보경심 려 Original Soundtrack CD1 | 달의 연인 - 보보경심 려 Original Soundtrack CD1 |
| Nr                                              | Tytuł utworu                                    | Słowa                                           | Muzyka                                          | Wykonawca                                       | Długość                                         |
| ----------------------------------------------- | ----------------------------------------------- | ----------------------------------------------- | ----------------------------------------------- | ----------------------------------------------- | ----------------------------------------------- |
| 1.                                              | „For You” (너를 위해)                           | Ji Hoon, Goo Ji-an                              | Rocoberry                                       | Chen, Baekhyun, Xiumin                          | 3:17                                            |
| 2.                                              | „Say Yes”                                       | Ji Hoon, Loco                                   | Rocoberry                                       | Loco, Punch                                     | 3:40                                            |
| 3.                                              | „I Love You, I Remember You” (사랑해 기억해)    | Ji Hoon, Goo Ji-an                              | earattack, Obros                                | I.O.I                                           | 4:08                                            |
| 4.                                              | „Forgetting You” (그대를 잊는다는 건)           | Ji Hoon, Goo Ji-an                              | Rocoberry, Conan, Loco                          | Davichi                                         | 3:13                                            |
| 5.                                              | „All With You”                                  | Ji Hoon, Goo Ji-an                              | Seo Jae-ha, Kim Young-sung                      | Taeyeon                                         | 3:55                                            |
| 6.                                              | „Can You Hear My Heart” (내 마음 들리나요)      | Tablo, Mithra Jin, Ji Hoon, Goo Ji-an           | Tablo, DJ Tukutz, Conan, Loco, Rocoberry        | Epik High, Lee Hi                               | 4:09                                            |
| 7.                                              | „A Lot Like Love” (사랑인 듯 아닌 듯)           | Ji Hoon, Goo Ji-an                              | Rocoberry, Conan, Loco                          | Baek A-yeon                                     | 3:24                                            |
| 8.                                              | „Confess” (고백합니다)                          | Ji Hoon, Goo Ji-an                              | Hwang Chan-hee, PJ                              | SG Wannabe                                      | 3:41                                            |
| 9.                                              | „Will Be Back” (꼭 돌아오리)                    | Ji Hoon, Goo Ji-an                              | Rocoberry, Conan, Loco                          | Im Sun-hye                                      | 3:27                                            |
| 10.                                             | „My Love” (내 사랑)                             | Ji Hoon, Goo Ji-an                              | Hwang Chan-hee, Lee Seung-joo, Lee Ra-eum       | Lee Hi                                          | 3:42                                            |
| 11.                                             | „Wind” (바람)                                   | Ji Hoon, Goo Ji-an                              | Rocoberry, Conan, Loco                          | Jung Seung-hwan                                 | 3:39                                            |
| 12.                                             | „Be With You”                                   | Ji Hoon, Lee Chan-hyuk                          | Lee Chan-hyuk, Rocoberry                        | Akdong Musician                                 | 3:08                                            |
| 13.                                             | „Goodbye” (안녕)                                | Ji Hoon, Goo Ji-an                              | Ahn Young-min                                   | Im Do-hyuk                                      | 4:28                                            |
|                                                 |                                                 |                                                 |                                                 |                                                 | 47:51                                           |

| 달의 연인 - 보보경심 려 Original Soundtrack CD2 | 달의 연인 - 보보경심 려 Original Soundtrack CD2 | 달의 연인 - 보보경심 려 Original Soundtrack CD2 | 달의 연인 - 보보경심 려 Original Soundtrack CD2 | 달의 연인 - 보보경심 려 Original Soundtrack CD2 |
| Nr                                              | Tytuł utworu                                    | Muzyka                                          | Wykonawca                                       | Długość                                         |
| ----------------------------------------------- | ----------------------------------------------- | ----------------------------------------------- | ----------------------------------------------- | ----------------------------------------------- |
| 1.                                              | „The Prince”                                    | Heo Sang-eun                                    |                                                 | 2:03                                            |
| 2.                                              | „Agonal Howl”                                   | Choi Sung-kwon, Son Joo-kwang                   |                                                 | 2:57                                            |
| 3.                                              | „Haesu”                                         | Heo Sang-eun, Park Yeong-ik                     |                                                 | 2:07                                            |
| 4.                                              | „Wraith”                                        | Heo Sang-eun, Choi Sung-kwon                    |                                                 | 2:31                                            |
| 5.                                              | „One for Me”                                    | Kim Ji-soo, Choi Sung-kwon                      |                                                 | 2:42                                            |
| 6.                                              | „Wing of Goryeo”                                | Kim Ji-soo                                      | Park Jin-hee                                    | 4:33                                            |
| 7.                                              | „Appassionata”                                  | Bae Bo-ram, Heo Sang-eun                        |                                                 | 2:12                                            |
| 8.                                              | „Vendetta”                                      | Park Young-ik                                   |                                                 | 1:54                                            |
| 9.                                              | „Be Your Love”                                  | Kim Ji-soo, Heo Sang-eun                        |                                                 | 2:57                                            |
| 10.                                             | „Gesture of Resistance”                         | Kim Ji-soo                                      |                                                 | 4:41                                            |
| 11.                                             | „Love of Haesu”                                 | Park Min-ji, Choi Sung-kwon                     |                                                 | 3:01                                            |
| 12.                                             | „Pastoral Morning”                              | Heo Sang-eun                                    |                                                 | 2:46                                            |
| 13.                                             | „Great Nebula”                                  | Park Joon-soo, Oh Young-sang                    |                                                 | 4:04                                            |
| 14.                                             | „The Sorrow of Prince”                          | Park Min-ji, Choi Sung-kwon                     |                                                 | 2:29                                            |
| 15.                                             | „Battle Bobo”                                   | Park Joon-soo, Kim Wi-yeon                      |                                                 | 2:28                                            |
|                                                 |                                                 |                                                 |                                                 | 43:25                                           |